# بیلی میلز
بیلی میلز (انگلیسی: Billy Mills؛ زادهٔ ۳۰ ژوئن ۱۹۳۸) یک ورزشکار، و افسر اهل ایالات متحده آمریکا است. وی دومین سرخ‌پوست بعد از جیم تروپ است که برنده مدال در المپیک می‌شود. وی در المپیک ۱۹۶۴ توکیو در رشته دوی یک کیلومتر مدال طلا گرفت و اولین شخصی شد که از نیم‌کره غربی توانسته مدال طلا بگیرد.

## نگارخانه

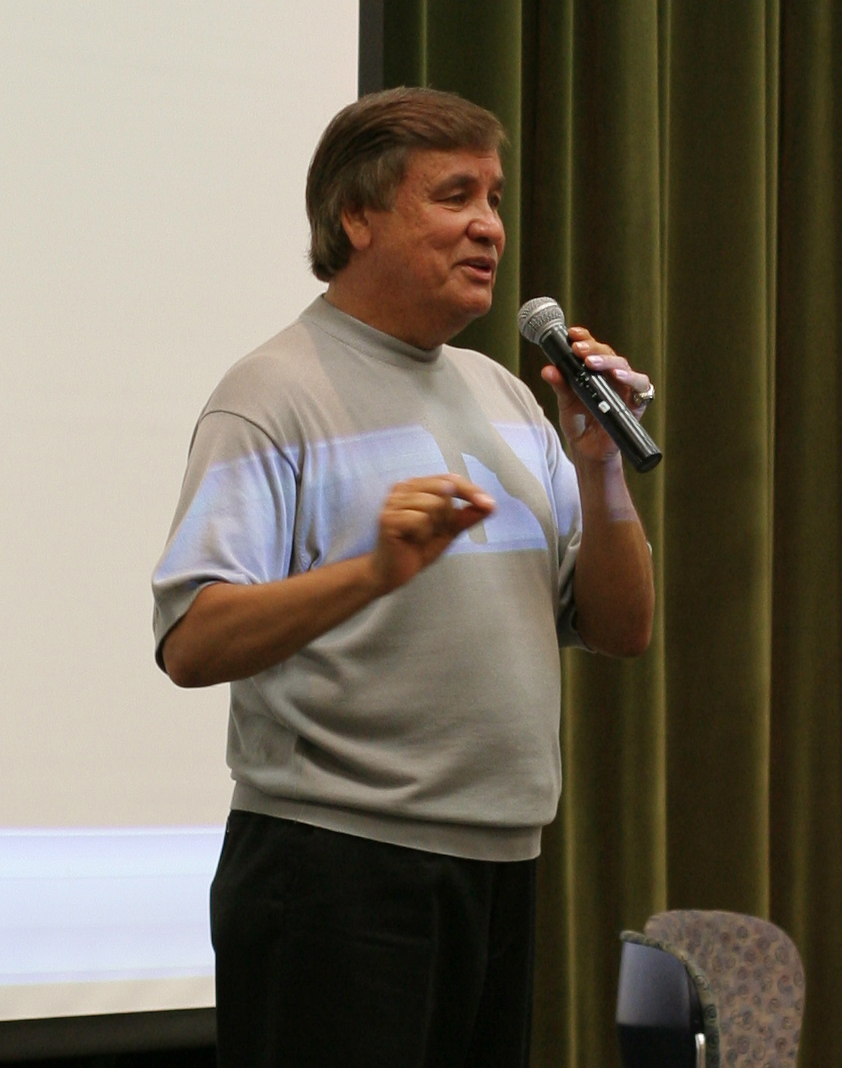